# 튄문구

튄문 구의 위치

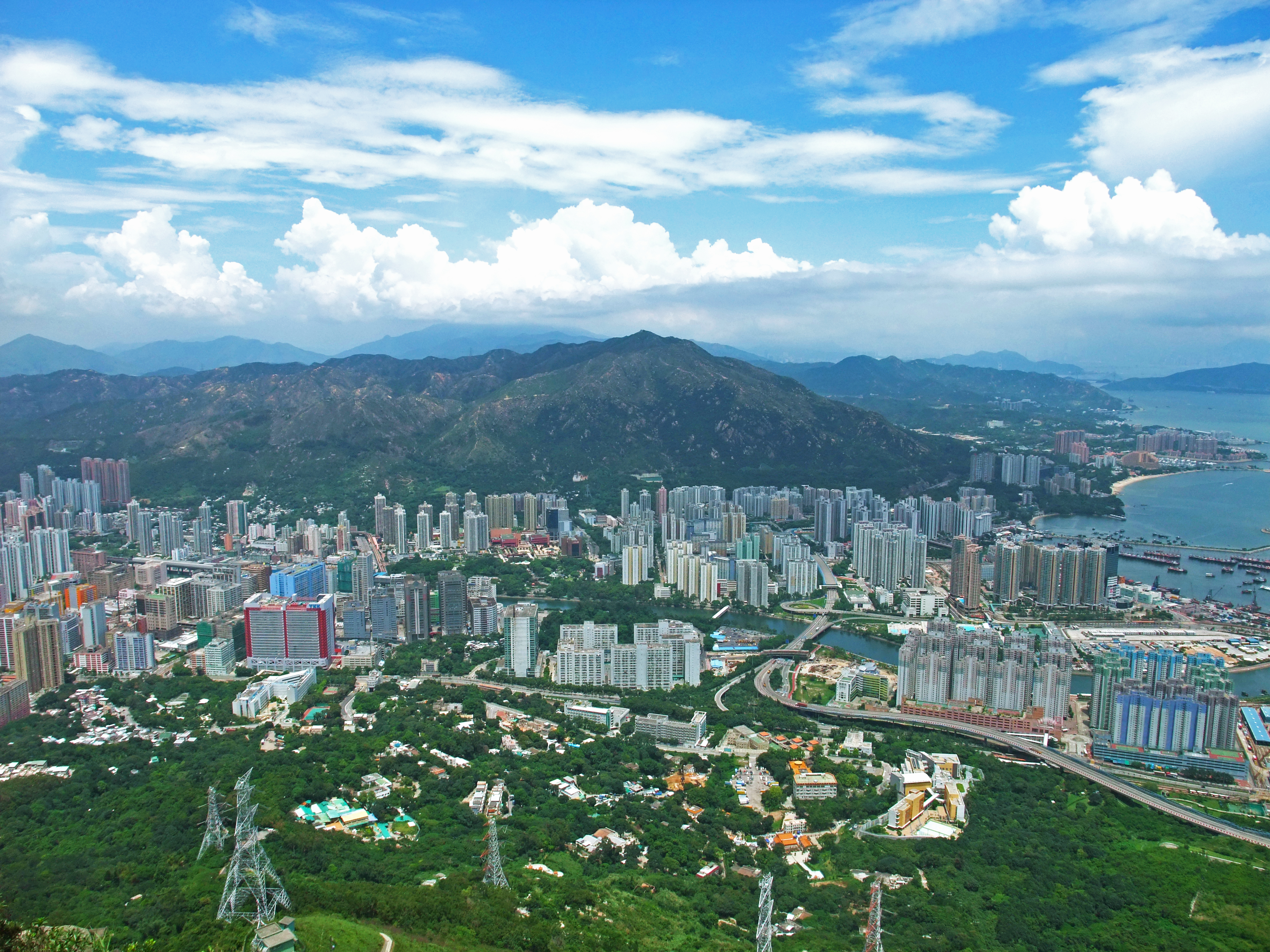
주징 산과 튄문 신시진

튄문구(툰먼구, 한국어: 둔문구, 중국어: 屯門區, 병음: Túnmén Qū, Tuen Mun District)는 홍콩의 18개 구의 하나이다. 예전의 이름은 칭산(青山)이었으나 1970년대에 개칭되었다. 가우룽반도에서 32km, 위엔룽에서 남서쪽으로 18km, 췬완에서 서쪽으로 18km 떨어진 홍콩 서단에 위치한다. 면적은 84.45km2이고 인구는 2006년 기준으로 502,305명이다. 구의 일부는 신계에서 가장 큰 대규모 주택단지의 하나인 튄문 마을(屯門新市鎮, Tuen Mun New Town)이다. 홍콩의 18구 중에서 2번째로 교육 수준이 낮다.

## 역사
고고학자들에 따르면 신석기 시대 이래로 튄문에 어부들이 정착하기 시작했다. 결과적으로 20세기에 튄문의 주요 경제 활동은 어업과 농업이었다. 1950년대에는 해적질과 밀수가 활발한 곳이었다.
계획 당시 칭산 신시진이었던 신시가지의 이름은 최종적으로 이 지역의 역사적 이름을 채택해 튄문 신시진으로 결정되었다. 튄문(屯門)은 중국어로 '진영이 있는 관문'을 의미한다. 신시가지는 1970년대 후반부터 칭산 만(青山灣)의 매립지에 조성되기 시작했다. 1980년대 초에 신시가지가 만들어진 후에 구는 튄문으로 명명되었다.